# Tschorak (Einheit)
Tschorak war ein afghanisches Gewichtsmaß.
- 1 Tschorak = 4 Pau = 16 Churd = 1,76 Kilogramm
- 1 Churd = 110 Gramm